# 1104
Високе Середньовіччя  •  Золота доба ісламу  •  Реконкіста  •  Хрестові походи  •  Київська Русь

## Геополітична ситуація
Візантію очолює Олексій I Комнін. Генріх IV є імператором Священної Римської імперії, а Філіп I — королем Франції.
Апеннінський півострів розділений: північ належить Священній Римській імперії, середню частину займає Папська область, південна частина півострова окупована норманами. Деякі міста півночі: Венеція, Піза, Генуя, мають статус міст-республік.
Південь Піренейського півострова захопили Альморавіди. Північну частину півострова займають християнські Кастилія, Леон (Астурія, Галісія), Наварра, Арагон та Барселона. Королем Англії є Генріх I Боклерк, королем Данії Нільс I.
У Київській Русі княжить Святополк Ізяславич, Польща розділена між синами Владислава Германа Збігнєвом та Болеславом. На чолі королівства Угорщина стоїть Коломан I.
На Бльзькому сході існують держави хрестоносців: Єрусалимське королівство, Антіохійське князівство, Едеське графство. Сельджуки окупували Персію та Малу Азію, в Єгипті владу утримують Фатіміди, у Магрибі панують Альморавіди, у Середній Азії правлять Караханіди, Газневіди втримують частину Індії. У Китаї продовжується правління династії Сун. На півдні Індії домінує Чола. В Японії триває період Хей'ан.

## Події
- Хрестоносці зазнали поразки від сельджуків у битві при Харрані. Балдуїн дю Бург потрапив у полон. Замість нього Едеським графством став управляти Танкред Тарентський.
- Після смерті Дукака владу в Дамаску взяв у свої руки атабек Тугтегін, започаткувавши династію Бурідів.
- Молодший син імператора Священної Римської імперії Генріха IV, теж Генріх, збунтував проти батька, підбурений папою римським Пасхалієм II. Імператор потрапив у полон, його змусили відректися й визнати несправедливість переслідування папи Григорія VII.
- Англійський король  Генріх I Боклерк розпочав війну в Нормандії проти свого брата нормандського герцога Роберта Куртгеза.
- Нільс I став королем Данії.
- Королем Арагону та Наварри став Альфонсо I Войовник.